# Guzmania nubicola
Guzmania nubicola är en gräsväxtart som beskrevs av Lyman Bradford Smith. Guzmania nubicola ingår i släktet Guzmania och familjen Bromeliaceae. Inga underarter finns listade i Catalogue of Life.